# 안경사
안경사(眼鏡士)는 "안경사"란 안경(시력보정용에 한정한다. 이하 같다)의 조제 및 판매와 콘택트렌즈(시력보정용이 아닌 경우를 포함한다. 이하 같다)의 판매를 주된 업무로 하는 사람을 말한다.

## 국가고시
안경사는 보건복지부 장관이 주최하는 안경사 국가고시를 통과해야 면허를 지급받을 수 있으며
안경광학과를 졸업해야만 시험을 볼 수 있는 자격요건이 주어진다.
매년 12월 말 경에 시험이 치러지는 대체로 약 2주내에 결과를 받아 볼 수 있다.

## 수행직무
안경(시력보정용에 한정한다. 이하 같다)의 조제(調製) 및 판매와 콘택트렌즈(시력보정용이 아닌 경우를 포함한다. 이하 같다)의 판매에 관한 다음의 구분에 따른 업무
1. 안경의 조제 및 판매. 다만, 6세 이하의 아동을 위한 안경은 의사의 처방에 따라 조제ㆍ판매해야 한다.
2. 콘택트렌즈의 판매. 다만, 6세 이하의 아동을 위한 콘택트렌즈는 의사의 처방에 따라 판매해야 한다.
3. 안경ㆍ콘택트렌즈의 도수를 조정하기 위한 목적으로 수행하는 자각적(주관적) 굴절검사로서 약제를 사용하지 않는 검사
4. 안경ㆍ콘택트렌즈의 도수를 조정하기 위한 목적으로 수행하는 타각적(객관적) 굴절검사로서 약제를 사용하지 않는 검사 중 자동굴절검사기기를 이용한 검사
5. 그 밖에 안경의 조제 및 판매와 콘택트렌즈의 판매에 관한 업무

## 저명한 안경사
- 에우클레이데스
- 로저 베이컨
- 크리스티안 하위헌스
- 아이작 뉴턴
- 르네 데카르트
- 바뤼흐 스피노자

## 관련 직업
- 검안사
- 안과의사